# كرايغ كرانمر
كرايغ كرانمر (بالإنجليزية: Craig Cranmer)‏ هو لاعب كرة قدم بريطاني، ولد في 21 فبراير 1968 في جونستون ‏ في المملكة المتحدة. لعب مع نادي ألبيون روفرز ونادي بارتيك ثيسل ونادي دمبرتون.

## وصلات خارجية
- كرايغ كرانمر على موقع Soccerbase.com (لاعب) (الإنجليزية)